# Luigi Scotti (1936-2008)
Luigi Scotti (Cernusco sul Naviglio, 19 gennaio 1936 – Roma, 6 dicembre 2008) è stato un politico italiano di Forza Italia, senatore nella XIV, nella XV e, con il PdL, nella XVI legislatura.
Deceduto, al suo posto in Senato subentra Maria Alessandra Gallone.